# Болеслав I, војвода Чешке
Болеслав I Окрутни (чеш. Boleslav I. Ukrutný; 915—967) био је војвода Чешке од 935. до своје смрти.

## Учешће у управи средњом Ческом
Као другорођени син чешког кнеза Вратислава I и Драхомире из Стодоранов добио је већ у младо доба удео у средњој Чешкој, где је саградио замак који је назвао по себи Болеслав.

## Братоубица
Болеслав је био јако амбициозан вероватно под утицајам своје мајке постао је велики противник владавине свога старијег брата Вацлава немачког вазала што је довело до завере против њега и резултовало убиством на Болеставовом замку што је довело до преокрета у моћи у земљи и прогона присталица Вацлава као и истеривања многих из свешених редова.

## Наступање Чешке за време Болеслава
Као чешки кнез Болеслав је почео успешно и од стране историчара је сматран за једног од најуспешнијих чешких владара. Уложио је знатан труд да ојача своју моћ. Постао је стваран владар чешке државе. За његове владавине у државу је ушла Морава, Слезија, Краковска и Червени Храд и у земљи је почела да се уводи сиистем са замковима. Своје седиште на Прашком замку дао је поново саградити од камена а извршио је и преградњу свога замка у Болеслави. Дао је да се кује чешки сребрни новац- денаре. Завео је порез за владара.
Повео је борбу против немачког краља Отона Великог. У почетку је имао успеха, али је најзад (950) морао признати немачку врховну власт, обавезати се на плаћање данка и давање војне помоћи. Након што је учествовао на страни немачког краља Отона Великог 955. у бици на Леху са Мађарима. Искористивши овај угарски пораз, ослободио је део Моравске који су држали Мађари и целу Словачку. Наметнуо је власт и словенским племенима северно од Карпата. Поред тога што је био освајач, Болеслав је био и способан организатор. Уз помоћ цара и наклоност папе Бенедикта IV дао је иницијативу за оснивање прашког бискупства. Границе његове државе су биле у оквирима тадашње империје чешких војвода а градио је црквене манастире у циљу континуалног црквеног осамостаљивања.

## Породични односи
Болеслав је био ожењен са блише непознатом Биаготом о чијој егзистенцији сведочи само њено име које се налазило на реверсној страни Болеславових денара („BIAGOTACOIIIIX“ или „BIAGOTACOVIIX“) што је значења супруга Биагота. Скупа су имали четворо деце између којих је био и његов наследник Болеслав II.

## Породично стабло
|  |                        |  |  |  |  |  |  |  |  |  |  |  |  |  |  |  |
|  | 4. Борживој I          |  |  |  |  |  |  |  |  |  |  |  |  |  |  |  |
|  |                        |  |  |  |  |  |  |  |  |  |  |  |  |  |  |  |
|  |                        |  |  |  |  |  |  |  |  |  |  |  |  |  |  |  |
|  | 2. Вратислав I Пшемисл |  |  |  |  |  |  |  |  |  |  |  |  |  |  |  |
|  |                        |  |  |  |  |  |  |  |  |  |  |  |  |  |  |  |
|  |                        |  |  |  |  |  |  |  |  |  |  |  |  |  |  |  |
|  | 5. Људмила од Чешке    |  |  |  |  |  |  |  |  |  |  |  |  |  |  |  |
|  |                        |  |  |  |  |  |  |  |  |  |  |  |  |  |  |  |
|  |                        |  |  |  |  |  |  |  |  |  |  |  |  |  |  |  |
|  | 1. Болеслав I Пшемисл  |  |  |  |  |  |  |  |  |  |  |  |  |  |  |  |
|  |                        |  |  |  |  |  |  |  |  |  |  |  |  |  |  |  |
|  |                        |  |  |  |  |  |  |  |  |  |  |  |  |  |  |  |
|  | 3. Драхомира           |  |  |  |  |  |  |  |  |  |  |  |  |  |  |  |
|  |                        |  |  |  |  |  |  |  |  |  |  |  |  |  |  |  |
|  |                        |  |  |  |  |  |  |  |  |  |  |  |  |  |  |  |